# Анищенко, Надежда Александровна
Надежда Александровна Анищенко (бел. Надзея Аляксандраўна Анішчанка; род. 1942) — советский, белорусский педагог. Народный учитель СССР (1987). Член КПСС (1980).

## Биография
Надежда Анищенко родилась в 1942 году. 
В 1964 году окончила физико-математический факультет Минского педагогического института им А. М. Горького.
Начала свою трудовую деятельность в Прудникской средней школе Городокского района. А уже в 1966 году переехала с семьёй в Дубровно Витебской области и начала работать учителем физики и математики в средней школе № 1. Отсюда ушла на заслуженный отдых в 2002 году.
Передавала свой педагогический опыт: руководила районной секцией учителей физики, выступала на конференциях и семинарах, стажировала молодых учителей. Её опыт по профориентации школьников, использованию ТСО был внедрён в практику работы многих учителей района, области и республики.
Долгие годы была секретарём школьной партийной организации, таким образом активно участвовала в совершенствовании всего учебно-воспитательного процесса и укреплении школьного коллектива.
В 1987 году была делегатом VІІ съезда учителей Белоруссии.

### Семья
Муж, Владимир Петрович, долгие годы руководил коллективом сельхозтехники. Сын Александр.

## Звания и награды
- Заслуженный учитель Белорусской ССР (1985)[1]
- Народный учитель СССР (1987)[1]
- Орден Трудового Красного Знамени (1978)
- Звание «Старший учитель» (1982)